# Galeoglossum tubulosum
Galeoglossum tubulosum – gatunek naziemnych roślin zielnych z rodziny storczykowatych (Orchidaceae) występujący w Ameryce Centralnej w Gwatemali i Meksyku. Rośliny rosną na różnych glebach na wysokościach od 1900 do 3000 m n.p.m.
Kwitnienie występuje po zwiędnięciu liści, w okresie od grudnia do kwietnia. Liście asymilacyjne są odwrotnie lancetowate do odwrotnie jajowatych, jasnozielone, w dole ściągnięte w ogonek. Kwiaty jasnozielone lub zielonkawobiałe, wydzielają nieprzyjemny zapach. Kwiatostan gęsty, wielokwiatowy, rozwija się na prosto wzniesionym pędzie osiągającym do 50 cm długości, w dole otulonym pochwiastymi, błoniastymi liśćmi.

## Systematyka
Gatunek typowy rodzaju Galeoglossum klasyfikowanego do plemienia Cranichidinae w podrodzinie storczykowych (Orchidoideae), rodzina storczykowate (Orchidaceae).